# Интегративна медицина
Интегративна медицина е неологизъм, транслиран директно от английски език и оригинално наложен от практикуващите алтернативна медицина, за да опише комбинацията на практики и/или методи на алтернативната медицина и от друга страна конвенционалната медицина. Или с други думи комбинация между недоказана научно псевдомедицина и базираната на научни доказателства реална медицина, като абсолютно недоказано и често дори необосновано се твърди, че това е холистичен подход с цел подобряване ефекта от конвенционалното лечение. Малкото реализирани проучвания в областта са безрезултатни и академичното мнение е, че „те се опитват да насадят привидна легитимност на терапии, които не са легитимни“ и се определят като псевдонаука.
Някои университети и болници имат департаменти и отделения за интегративна медицина. Терминът е популяризиран от Дийпак Чопра, Андрю Уейл и принц Чарлз.